# 체대역
체대역(替代役, Substitute Service)은 중화민국 병역법에 의해 타이완 등지에서 실시되고 있는 징병을 대신하여 병역에 충당시키기 위한 대체복무제도이다. 주관 기관은 중화민국 내정부 역정서(役政署)(zh:內政部役政署)이며, 체대역을 신청한 징병 적령자는 유럽의 양심적 병역거부자에게 대한 사회역을 모델로 하였다. 이 제도는 2000년에 실시 시작, 2001년에 운용을 시작하였다. 

## 체대역의 신청 자격
체대역은 다음의 이유에 의해 신청 자격을 획득할 수 있다.
1. 체대역이 인가된 조직에 의한 신청
2. 상사에 의한 신청
3. 가정사정에 의한 신청
4. 종교상의 이유에 의한 신청

## 체대역의 훈련
종교상의 이유에 의한 체대역 이외의 대상(가정사정, 상사, 조직에 의한 신청)은 타이중시 우르 구에 위치하는 성공령(成功嶺)에서 3주일의 기초군사훈련을 받는다. 그 후는 체대역의 업무내용에 따라 2주일~2개월의 전문훈련을 받는다.

## 체대역의 종류
체대역 제도가 시행된 후, 체대역의 종류와 이용 기관이 증가하고 있는 경향에 있다. 현재 인정을 받고 있는 종류는 아래와 같다.

### 일반체대역(一般替代役)-복무기간 1년
- 경찰역(警察役) : 경찰관에게 적용된다
- 소방역(消防役)
- 사회역(社會役)
- 환경보호역(環保役)
- 의료역(醫療役)
- 농업복무역(農業服務役)
- 교육복무역(教育服務役)
- 사법행정역(司法行政役)
- 문화복무역(文化服務役)
- 경제안전역(經濟安全役)
- 토지측량역(土地測量役)
- 공공행정역(公共行政役)
- 외교역(外交役)
- 체육역(體育役)
- 관광복무역(觀光服務役)

### 연발체대역(研發替代役)-한국의 전문연구요원과 비슷하다.
(zh:研發替代役)
이전에는 "국방공업저순(國防工業儲訓)"(약칭 국방역)으로 불렸으며, 2008년에 "연발체대역"이라는 이름으로 바뀌었다.

## 체대역의 4대 신념
- 사랑(愛心, Love) :
- 복무(服務, Service) :
- 책임(責任, Responsibility) :
- 훈련(紀律, Discipline) :

## 같이 보기
- 징병제
- 양심적 병역 거부, 병역 기피
- 사회복무요원, 사회복무제도